# Banu Midrar
Els midràrides o dinastia midràrida o dels Banu Midrar (àrab: بنو مدرار, Banū Midrār) o dels Banu Wàssul (àrab: بنو واسول, Banū Wāsūl) fou una dinastia amaziga independent que va governar el Tafilalt amb centre a Sigilmasa entre el segle ix i el segle x.
La font per la qual es coneixen detalls d'aquesta nissaga és al-Bakrí que va viure a la centúria següent; l'esmenten també Ibn Idhari, però aquest va viure a cavall dels segles xiii i xiv, i Ibn Khaldun, del segle xiv, i alguns altres historiadors menors, incloent almenys dues fonts coetànies però parcials.

## Fundació de la dinastia i de Sigilmasa
La dinastia hauria anat més o menys lligada a la fundació de la ciutat de Sigilmasa. Segons la tradició recollida per al-Bakrí, el cap miknasa Abu-l-Qàssim Samgu ibn Wàssul al-Miknassí va adoptar les doctrines kharigites propagades per Íkrima; quan va tenir quaranta adeptes sufrites, va iniciar la construcció d'una ciutat, vers 757/758, al territori on abans feia pasturar els seus ramats; la nova ciutat seria Sigilmasa. El primer cap de la comunitat fou Issa ibn Màzyad (Yazid) al-Àswad, però el seu govern no va satisfer a la gent, per la qual cosa al cap de quinze anys el van lligar a un arbre i l'hi van deixar morir (772). Aleshores el govern fou assolit pel mateix Abu-l-Qàssim Samgu, que va governar tretze anys fins a la seva mort en 784/785.
Aquesta és la versió donada per al-Bakrí i seguida per Ibn Idhari i Ibn Khaldun, però una altra font, l'anònim Mafàkhir al-bàrbar, parlant del govern d'Abu-l-Qàssim Samgu, explica que Sigilmasa havia estat fundada el 757 per Issa ibn Yazid al-Àswad, que n'era l'avi.
Al-Bakrí també recull una altra tradició segons la qual un forjador de Qúrtuba anomenat Midrar, que hauria participat en la revolta del Raval del 818, va fugir a la zona i es va instal·lar al lloc on hi havia un mercat, que va acabar esdevenint la ciutat de Sigilamasa. Tot i que al-Bakrí considera la primera versió més d'acord amb la veritat, en un paràgraf assegura que els governants de Sigilmasa descendien de Midrar i que aquest fet havia provocat alguna sàtira en contra de la dinastia, pel seu origen humil.
Una darrera font, l'obra Istibsar, constata les dues tradicions i les barreja, tot considerant que el deixeble d'Íkrima fou Midrar ibn Abd-Allah, que hauria escapat de Còrdova i que també seria negre, fet que hauria provocat les sàtires contra els seus descendents.
L'historiador modern Évariste Lévi-Provençal admet l'origen cordovès de la dinastia, però constata el «problema» que un cordovès que participés en la revolta del Raval en 818 hagués fundat Sigilmasa al segle anterior.

## Primers emirs
Al-Bakrí i Ibn Khaldun donen com a successor de Samgu el seu fill Abu-l-Wazir al-Yas ibn Abi-l-Qàssim, que fou enderrocat pel seu germà Abu-l-Múntassir al-Yassa el 790/791. Aquest hauria restat al poder fins a la seva mort en 823/824. Tot i el seu caràcter despòtic i violent, el seu regnat es considera brillant i encertat, perquè va sotmetre totes les tribus amazigues de la regió i va cobrar el khums o cinquè de les mines del Draa. En 814/815 va construir la muralla de Sigilmasa, amb dotze portes de ferro, vuit d'aquestes dobles. També va construir alguns palaus i edificis públics, entre els quals destaca la gran mesquita. El seu domini abraçava el Tafilalt i el Draa. A la seva mort el va succeir el seu fill Midrar.
No és clar si la dinastia pren el nom d'aquest sobirà, tot i que això és el que deixa entendre al-Bakrí quan estableix la durada de la dinastia en 160 anys. Ibn Khaldun els anomena Banu Wàssul, wassúlides, del nom del pare del primer sobirà, Wàssul, que potser seria més adequat. Aleshores la dinastia hauria durat 205 anys, contradient els càlculs d'al-Bakrí. Tanmateix, el nom amb què és coneguda la dinastia és el de midràrides.

## Llista d'emirs midràrides
Tot i que les llacunes i dubtes en el coneixement de la dinastia midràrida són grans, una possible successió d'emir podria ser:
- Abu-l-Qàssim Samgú ibn Wàssul al-Miknassí (vers 772-785)
- Abu-l-Wazir al-Yas ibn Abi-l-Qàssim (785-790)
- Abu l-Múntasir al-Yassa (790-823/824)

- Abu-Màlik al-Múntassir ibn al-Yassa, conegut pel sobrenom Midrar (823/824-867)
- Maymun ibn ar-Rustamiyya (867)
- Maymun ibn Thakiyya, dit al-Àmir (867)
- Abu-Màlik al-Múntassir ibn al-Yassa (867, segona vegada)
- Maymun ibn Thakiyya (867-877, segona vegada)
- Muhàmmad ibn Maymun (877-883)
- al-Yassa ibn al-Múntassir (883-909)
- Ibrahim ibn Ghàlib, governador fatimita (909, durant 50 dies)
- Wàssul al-Fat·h ibn Thakiyya (909-913)
- Àhmad ibn Thakiyya (913-921)
- Muhàmmad ibn Saru al-Mútazz (921-933/934)
- Abu-l-Múntassir Muhàmmad ibn Muhàmmad (933/934-942/943)
- al-Múntasir Samgú ibn Muhàmmad (942/943)
- Muhàmmad ibn Wàssul (942/943-958)
- al-Múntassir Samgú ibn Muhàmmad (958-963, segona vegada)
- Abu-Muhàmmad Abd-Al·lah ibn Muhàmmad (963-976/977)

## Final de la dinastia
El 976/977, o el 980 segons algunes fonts, el cap maghrawa Khazrun ibn Falful, aliat de Qúrtuba, va ocupar el principat. El cap del darrer emir midràrida fou enviat a la capital califal, mentre s'instal·lava una nova dinastia, maghrawa, a Sigilmasa.